# براخشتدت
براخشتدت (به آلمانی: Brachstedt) یک منطقهٔ مسکونی در آلمان است که در Petersberg واقع شده‌است.
 براخشتدت  ۹۱۵ نفر جمعیت دارد.